# Thirupuvanam (Sivaganga)
Thirupuvanam es una ciudad y nagar Panchayat situada en el distrito de Sivaganga en el estado de Tamil Nadu (India). Su población es de 24554 habitantes (2011). Se encuentra orillas del río Vaigai, a 28 km de Sivaganga y a 19 km de Madurai.

## Demografía
Según el censo de 2011 la población de Thirupuvanam era de 24554 habitantes, de los cuales 12333 eran hombres y 12221 eran mujeres. Thirupuvanam tiene una tasa media de alfabetización del 89,80%, superior a la media estatal del 80,09%: la alfabetización masculina es del 94,67%, y la alfabetización femenina del 84,92%.